# Nedap
Nedap (N.V. Nederlandsche Apparatenfabriek) est une société néerlandaise qui conçoit des systèmes électroniques dans les domaines de l'antivol magasin, de la sûreté, de la biométrie, du contrôle informatique. Son produit phare est une solution de vote électronique.

## Implantation et marchés

### Europe
Nedap équipe 20 000 bureaux de vote  en Europe. 

#### Pays-Bas

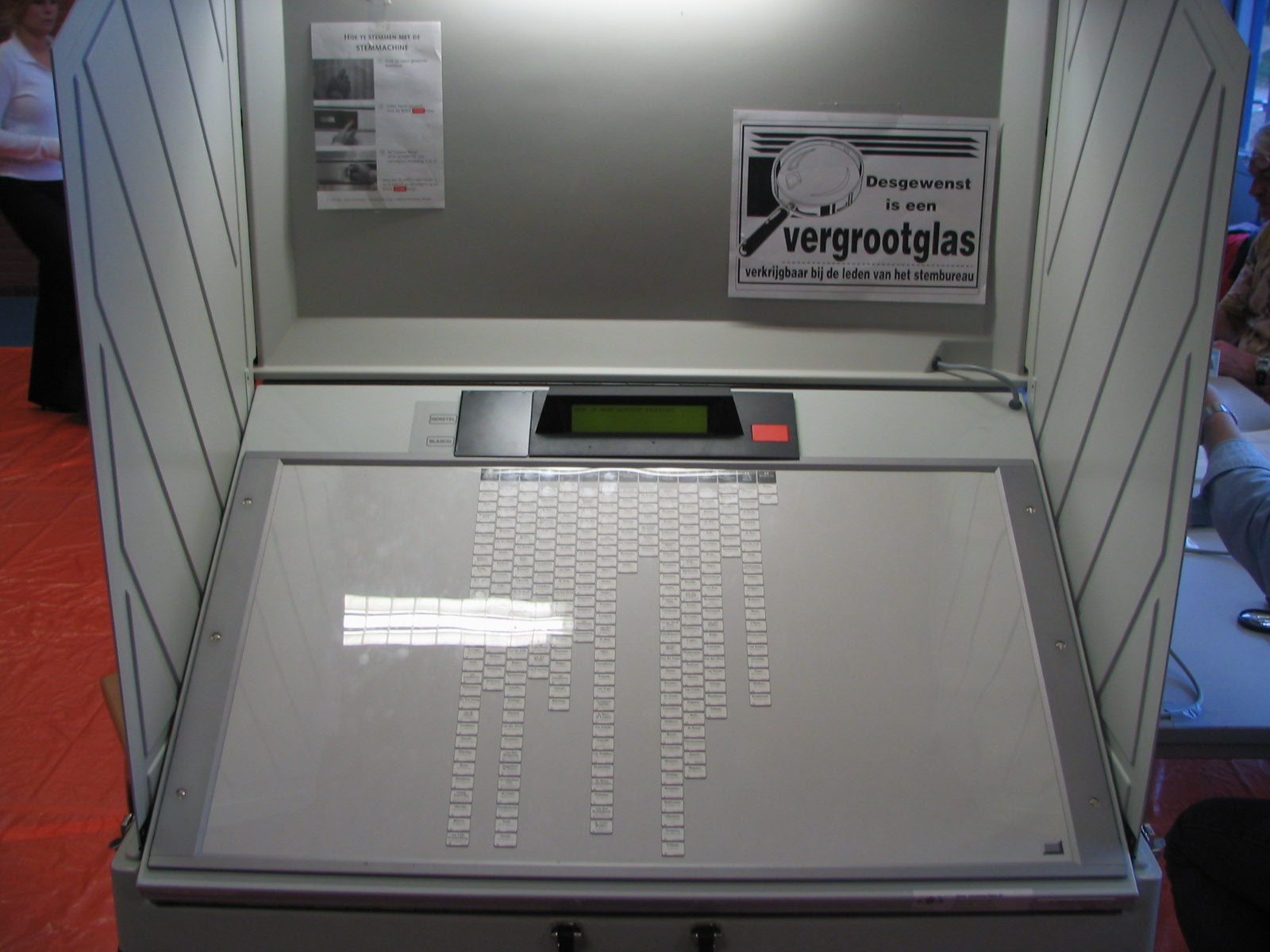
Une machine à voter Nedap

Aux Pays-Bas, en 2006, 90 % des votes se faisaient avec une machine à voter Nedap ES3B. L'association néerlandaise « Wij vertrouwen stemcomputers niet » (traduction : « Nous ne faisons pas confiance aux machines à voter ») a fait la démonstration le 5 octobre 2006 sur la chaîne de télévision hollandaise Nederland 1 du piratage d'une machine ES3B de la marque Nedap. Le remplacement du programme de contrôle n'a pris que 5 minutes et serait indétectable pour les électeurs ou les responsables du bureau de vote.
Après une suspension en septembre 2007, les appareils de vote électronique ont été abandonnés en 2008. Selon le communiqué du 16 mai 2008 du ministère néerlandais de l'intérieur, repris le 20 mai 2008 par l'association belge PourEVA, les appareils actuels n'apportent pas les garanties nécessaires ; des appareils imprimant des tickets et/ou à lecture optique pourraient apporter une solution acceptable, mais cela exigerait des investissements importants pour un intérêt que le gouvernement estime faible par rapport au vote traditionnel (aux Pays-Bas) avec crayon et papier.

#### Irlande
L'Irlande a acquis 7 500 machines à voter Nedap en 2003, qui ne sont actuellement pas utilisées à cause de considérations de sécurité.

#### France
Depuis que le vote électronique a été mis en place dans certains bureaux de vote (2000), ce modèle de machine à voter est le plus couramment utilisé. Depuis 2022, seules ces machines à voter sont utilisées . 
Le système de vote électronique a été contesté en 2007 : les principaux reproches seraient le manque de sécurité, l'opacité de leur fonctionnement et l'impossibilité de vérifier le vote.

### Les systèmes d'antivol
La société Nedap France commercialise également des solutions RFID pour les bibliothèques, de l'antivol magasin et du contrôle d'accès physique.